# Claire Nadeau
Pour les articles homonymes, voir Nadeau.
Claire Nadeau est une actrice française, née le 1er juin 1945 à Paris 14e.

## Biographie
Son père est l'éditeur et écrivain Maurice Nadeau, sa mère est professeur de français. Elle grandit dans un milieu intellectuel et littéraire assez éloigné de ses aspirations de comédienne.
Elle est la sœur du réalisateur Gilles Nadeau et a été en couple avec le comédien Philippe Bruneau. Leur fille Zoé Bruneau est également comédienne.
Passionnée par le cinéma, dès l'âge de treize ans elle se rend très souvent à la Cinémathèque française. À l'âge de seize ans, élève au lycée Montaigne de Paris, elle échoue au baccalauréat ; ses parents l'inscrivent alors comme pensionnaire dans un lycée de Blois où elle finit par obtenir son diplôme de bachelière. Elle passe le concours de l'IDHEC pour devenir metteur en scène mais échoue. Elle est reçue au Conservatoire au cours Charles Dullin, qu'elle décrit comme « une expérience terrible » en raison de sa grande timidité.
Au théâtre, elle décroche son premier rôle dans Lorenzaccio, joue les jeunes premières dans des pièces dramatiques, s'illustre au TNP. Mais elle rencontre bientôt le café-théâtre par le biais de son mari Philippe Bruneau, qui a monté sa troupe et lui fait connaître Coluche. Elle joue bientôt dans des sketchs et tourne avec la troupe du Splendid. Dans les années 1970, elle se produit au Café de la Gare, dans la pièce Papy fait de la résistance. Elle participe également à la parodie de Blanche Neige, Elle voit des nains partout, montée par Philippe Bruneau.

### Début au cinéma
Elle apparaît au cinéma en 1973 dans deux comédies : Salut l'artiste d' Yves Robert et Juliette et Juliette de Rémo Forlani. Elle enchaîne alors les apparitions dans plusieurs comédies.

### Les annéesCocoboy(télévision)
Dans les années 1980, elle participe, avec Philippe Bruneau encore à ses côtés, à l'émission humoristique de télévision Cocoboy, puis Cocoricocoboy animées par Stéphane Collaro. Ses prestations, avec les personnages de Mme Foldingue (souvent avec Jacques Brière dans le rôle du docteur Cynoque) ou de Marie-Hélène — pastiche franchouillard de la Sue Ellen de Dallas dans Brie-Comte-Robert —, la font connaître au grand public.

### Films à succès des années 1990
Dans les années 1990, elle tourne dans des films à succès, aussi divers qu'Une journée chez ma mère (1992) auprès de Charlotte de Turckheim, Nelly et Monsieur Arnaud (1995) qui remporte le Prix Louis Deluc, ou encore On connaît la chanson (1997), par exemple.
En 1998, Claire Nadeau rejoint la distribution du film Les Visiteurs 2. Son personnage, Cora de Montmirail,  est nouveau (il ne figurait pas dans le premier film). Elle interprète la veuve de cousin Hubert,  une dame de la haute société en couple avec le Duc de Luigny,  vivant dans un château. À ce titre, elle donne la réplique à Jean Reno interprétant le rôle principal du comte de Montmirail,  confondu avec l'époux disparu de son personnage, dit cousin Hubert.
Parallèlement, elle poursuit sa carrière au théâtre. De 1996 à 2002, elle est nommée trois fois aux Molières pour ses rôles dans Le Bonheur des autres de Michael Frayn, Mariages et conséquences d'Alan Ayckbourn et Le jardin des apparences de Véronique Olmi. Elle joue dans Le Mandat de Nikolaï Erdman en 2007, incarne La Divine Miss V en 2008.

### Années 2000
Claire Nadeau joue dans des séries télévisées comme L'Affaire Kergalen ou La Crim'. Elle rejoint la série Kaamelott d'Alexandre Astier, à partir de la troisième saison, dans la peau de Cryda de Tintagel, l'exécrable tante d'Arthur. Claire Nadeau joue également des rôles plus dramatiques au cinéma, comme dans La Vie privée (2005).

### Films à succès des années 2010
En 2011, elle revient à la comédie, dans le film Les Tuche. En 2013, elle est à l'affiche de la pièce de théâtre La Station Champbaudet d'Eugène Labiche, avec Lorànt Deutsch.
En 2013, Claire Nadeau rejoint la série à succès de France 2, Fais pas ci, Fais pas ça, elle y joue le rôle de la maman de Renaud Lepic. Son personnage s'invite dans un registre fréquent dans sa carrière, où le public aime la retrouver, à savoir celui d'une dame très bourgeoise et caustique.
En 2015, Claire Nadeau joue dans la saison 3 de la série Hard, le rôle de la mère de Sophie Danel (personnage principal, interprété par Natacha Lindinger).
En 2016, elle retrouve son rôle de Mamie Suze dans Les Tuche 2, puis à nouveau dans Les Tuche 3 en 2018,  en 2021 dans Les Tuche 4, puis en 2025 dans God Save the Tuche. 
En 2018, elle joue dans Le Grand Bain de Gilles Lellouche.

### Molière
En 2010, elle reçoit le Molière de la comédienne dans un second rôle pour La serva amorosa.

## Filmographie

### Cinéma

#### Longs métrages
- 1973 : Salut l'artiste d'Yves Robert
- 1974 : Juliette et Juliette de Rémo Forlani
- 1976 : Duelle de Jacques Rivette
- 1976 : L'Exercice du pouvoir de Philippe Galland : Francine Sophie
- 1978 : Le Dossier 51 de Michel Deville : l'amie 9000
- 1981 : Pour la peau d'un flic d'Alain Delon : la speakerine TV
- 1983 : Joy (de) de Sergio Bergonzelli : la directrice
- 1986 : Grand Guignol de Jean Marbœuf
- 1986 : Je hais les acteurs de Gérard Krawczyk : miss Wondershake
- 1987 : Poule et frites de Luis Rego : Mathilde
- 1990 : Il y a des jours et des lunes de Claude Lelouch : l'épouse trompée à l'aéroport
- 1991 : Les Secrets professionnels du Dr Apfelglück d'Alessandro Capone, Stéphane Clavier, Hervé Palud, Mathias Ledoux et Thierry Lhermitte : Georgette, la femme de l'aubergiste
- 1993 : Une journée chez ma mère de Dominique Cheminal : Anne-Marie
- 1995 : Nelly et Monsieur Arnaud de Claude Sautet : Jacqueline
- 1996 : Ma femme me quitte de Didier Kaminka : Nadia Martin
- 1997 : On connaît la chanson d'Alain Resnais : l'invitée à la crémaillère collègue d'Odile, « un petit cran au-dessus »
- 1998 : Les Couloirs du temps : Les Visiteurs 2 de Jean-Marie Poiré : Cora de Montmirail, veuve de cousin Hubert
- 1998 : Restons groupés de Jean-Paul Salomé : Nicole
- 1999 : L'Ami du jardin de Jean-Louis Bouchaud : Marie-Françoise
- 1999 : À vot'service, sketch Monsieur Noël de Philippe Vauvillé (inédit en salles)
- 1999 : On fait un beau sourire (Fate un bel sorriso) d'Anna Di Francisca
- 2003 : 7 ans de mariage de Didier Bourdon : Viviane
- 2005 : La Vie privée de Zina Modiano et Mehdi Ben Attia : Mme Mellifon
- 2005 : Les Petites vacances d'Olivier Peyon : Nicole
- 2006 : Madame Irma de Didier Bourdon et Yves Fajnberg : Nicole
- 2008 : Enfin veuve d'Isabelle Mergault : Viviane
- 2011 : Les Tuche d'Olivier Baroux : Mamie Suze
- 2012 : Le Capital de Costa-Gavras : la mère de Marc
- 2014 : On a marché sur Bangkok d'Olivier Baroux : Jacqueline
- 2016 : Les Tuche 2 d'Olivier Baroux : Mamie Suze
- 2016 : Apnée de Jean-Christophe Meurisse : la mère
- 2018 : Les Tuche 3 d'Olivier Baroux : Mamie Suze
- 2018 : Le Grand Bain de Gilles Lellouche : la mère de Laurent
- 2021 : Les Tuche 4 d'Olivier Baroux : Mamie Suze
- 2022 : Ça tourne à Saint-Pierre-et-Miquelon de Christian Monnier : Docteur Bellevue
- 2022 : Les Vieux Fourneaux 2 : Bons pour l'asile de Christophe Duthuron : Fanfan
- 2023 : Juste ciel ! de Laurent Tirard : Sœur Bernadette
- 2025 : God Save the Tuche de Jean-Paul Rouve : Mamie Suze
- 2025 : Kaamelott : Deuxième volet partie 1 d’Alexandre Astier : Crida de Tintagel
- 2026 : Changer l'eau des fleurs de Jean-Pierre Jeunet

#### Courts métrages
- 1992 : Lorsque l'enfant parfait d'Eva Darlan
- 1999 : Le Premier Pas de Florence Vignon
- 2002 : Sachez chasser d'Elsa Barrère et Marc Fitoussi
- 2003 : Ticket choc de Marie-Pierre Huster

#### Doublage
- 1995 : Le Masseur de Vincent Ravalec (court-métrage repris dans le long-métrage, La Merveilleuse Odyssée de l'idiot Toboggan)
- 1999 : La Ferme des animaux de John Stephenson : Muriel

### Télévision
- 1968 : Les Compagnons de Baal de Pierre Prévert : Françoise Cordier
- 1969 : Les Cinq Dernières Minutes, épisode L'Inspecteur sur la piste de Claude Loursais : Christiane Fontoy
- 1989 : Talleyrand ou Les lions de la revanche de Vincent De Brus : Mme de Brionne
- 1989 : Le Suspect d'Yves Boisset
- 1991 : Maguy, épisode Service incompris : Jacqueline Lefranc, une cousine de Maguy
- 1991 : Bing de Nino Monti : Gabrielle Schoenbrunn
- 1993 : Chambre froide de Sylvain Madigan : Herminie
- 1995 : Lulu roi de France de Bernard Uzan : la comtesse
- 1997 : L'Enfant du bout du monde de Christian Faure : Hélène
- 1997 : Paloma de Marianne Lamour : Rejane
- 1998 : H, épisode Une promesse : Eliane Strauss
- 1998 : Chez ma tante de Daniel Ravoux : Jeanne Lafarge
- 2001 : Villa mon rêve de Didier Grousset : Mme Leclerc
- 2001 : Sauveur Giordano, épisode Femmes en danger : Louise
- 2001 : L'affaire Kergalen de Laurent Jaoui : Aliénor Leguennec
- 2004 : Trois pères à la maison, épisode Belle-maman : Cathy
- 2004 : Trop jeune pour moi ? de Patrick Volson : Jacqueline
- 2005-2009 : Kaamelott d'Alexandre Astier (6 épisodes) : Cryda de Tintagel, tante du Roi Arthur
- 2005 : La Crim', épisode Douleur assassine : Mme Jacobert
- 2005 : La vie à mains nues de Sébastien Grall : Françoise
- 2006 : Tombé du ciel de Stéphane Kappes : Agnès
- 2010 : Un divorce de chien de Lorraine Levy : Mme Schoum
- 2011 : Hard (saison 2) : Anne-Marie Teissere
- 2011 : À la maison pour Noël de Christian Merret-Palmair : Madame Chanford
- 2012 : La smala s'en mêle, épisode Je vous salue maman de Didier Grousset : Mado, mère d'Isabelle
- 2013 : Fais pas ci, fais pas ça, épisode Un mariage et quelques emmerdements : Marie-Françoise Lepic
- 2015 : L'Homme de la situation, épisode Irène de Stéphane Kappes : Irène Saint-Sabin
- 2015 : Hard (saison 3) : Anne-Marie Teissere
- 2018 : Mike (série OCS) : Framboise
- 2019 : Itinéraire d'une maman braqueuse d'Alexandre Castagnetti : Ariane
- 2021 : Scènes de ménages, prime La Vie de château : la psy
- 2022 : Ils s'aiment...enfin presque !, téléfilm de Hervé Brami : La mère de Marie-Caroline
- 2023 : Le Colosse aux pieds d'argile de Stéphanie Murat

## Théâtre
- 1964 : Lorenzaccio d'Alfred de Musset, mise en scène Raymond Rouleau, Théâtre Sarah-Bernhardt
- 1965 : Les Troyennes d'Euripide, mise en scène Michael Cacoyannis, TNP Théâtre de Chaillot, Festival d'Avignon en 1965 et 1966
- 1969 : Orden de Girolamo Arrigo, mise en scène Jorge Lavelli, Festival d'Avignon
- 1970 : Orden de Girolamo Arrigo, mise en scène Jorge Lavelli, Tréteaux de France
- 1971 : La Petite Voiture de flammes et de voix de Liliane Atlan, mise en scène Michel Hermon, Festival d'Avignon
- 1971 : Thérèse est triste de Coluche, café-théâtre
- 1973 : Ginette Lacaze de Coluche, Vrai chic parisien
- 1973 : Introduction à l'esthétique de Coluche, Vrai chic parisien
- 1973 : L'amour c'est un bouquet de Philippe Bruneau, café-théâtre
- 1975 : Le triangle frappe encore de Marc'O, mise en scène de l'auteur, Théâtre national de Chaillot
- 1975 : Viens chez moi, j'habite chez une copine de Luis Rego, Didier Kaminka, mise en scène Jean-Luc Moreau, Studio des Champs-Elysées
- 1978 : La dame au slip rouge de Romain Bouteille, Café de la Gare
- 1979 - 1980 : Elle voit des nains partout! de Philippe Bruneau, Théâtre de la Gaîté Montparnasse
- 1982 : Papy fait de la résistance de Christian Clavier et Martin Lamotte, Le Splendid
- 1983 : Le monde est petit, les pygmées aussi de Philippe Bruneau, Le Splendid
- 1988 : La face cachée d'Orion de Lanford Wilson, mise en scène Blandine Harmelin, L'Européen, aux côtés de Michèle Laroque
- 1990 : Deux femmes pour un fantôme et La Baby-sitter de René de Obaldia, mise en scène Jean-Luc Moreau, Théâtre des Célestins
- 1991 : Rumeurs (en) de Neil Simon, mise en scène Pierre Mondy, Théâtre du Palais-Royal
- 1993 : Ce qui arrive et ce qu'on attend de Jean-Marie Besset, mise en scène Patrice Kerbrat, Théâtre de la Gaîté-Montparnasse
- 1995 : Le Bonheur des autres de Michael Frayn, mise en scène Jean-Luc Moreau, théâtre Fontaine
- 1999 : Mariages et conséquences d'Alan Ayckbourn, mise en scène Catherine Allary, adaptation Claire Nadeau, Théâtre de la Renaissance
- 2001 : Le Jardin des apparences de Véronique Olmi, mise en scène Gildas Bourdet, La Criée, Théâtre Hébertot en 2002
- 2003 : Remue-Ménage d'Alan Ayckbourn, mise en scène Pierre Mondy, Théâtre des Variétés
- 2005 : Si c'était à refaire de Laurent Ruquier, mise en scène Jean-Luc Moreau, Théâtre des Variétés
- 2007 : La Divine Miss V de Mark Hampton et Mary Louise Wilson, mise en scène Jean-Paul Muel, Théâtre du Rond-Point Théâtre Hébertot en 2008
- 2008 : Les Monologues du vagin d'Eve Ensler, mise en scène Isabelle Rattier, théâtre Michel
- 2009 : La Serva amorosa de Carlo Goldoni, mise en scène Christophe Lidon, Théâtre Hébertot
- 2012 : Harold et Maude de Colin Higgins, mise en scène Ladislas Chollat, Théâtre Antoine
- 2012 : L'invité de David Pharao, mise en scène Stéphane Hillel, tournée
- 2013 : La Station Champbaudet d'Eugène Labiche, mise en scène Ladislas Chollat, Théâtre Marigny
- 2013 : Mon beau-père une princesse de et mise en scène Didier Bénureau, Théâtre du Palais-Royal
- 2015 : Les Grandes filles de Stéphane Guérin, mise en scène Jean-Paul Muel, Théâtre Montparnasse
- 2016 : Mange ! de Bénédicte Fossey et Eric Romand, mise en scène Pierre Cassignard, Théâtre Tête d'Or
- 2016 : Avant de s'envoler de Florian Zeller, mise en scène Ladislas Chollat, théâtre de l'Œuvre
- 2017 : Les Lyons de Nicky Silver, mise en scène Jean-Luc Moreau et Mathilde Penin, Centre national de création d'Orléans
- 2017 : Non à l'argent ! de Flavia Coste, mise en scène Anouche Setbon, avec Julie de Bona, Pascal Legitimus, Philippe Lelièvre, Théâtre des Variétés et en tournée
- 2019 : Non à l'argent ! de Flavia Coste, mise en scène Anouche Setbon, Théâtre des Bouffes Parisiens
- 2023 : Joyeuses Pâques de Jean Poiret, mise en scène Nicolas Briançon, théâtre Marigny
- 2024 : Le Duplex de Didier Caron, mise en scène de l'auteur, théâtre de Paris (captation France télévisions)
- 2024 : La Famille de Samuel Benchetrit, mise en scène de l'auteur, théâtre Edouard VII

## Distinctions

### Récompenses
- Molières 2010 : Molière de la comédienne dans un second rôle pour La Serva amorosa

### Nominations
- César 1996 : César de la meilleure actrice dans un second rôle pour Nelly et Monsieur Arnaud
- Molières 1996 : Molière de la comédienne dans un second rôle pour Le Bonheur des autres
- Molières 2000 : Molière de la comédienne dans un second rôle pour Mariages et conséquences
- Molières 2002 : Molière de la comédienne dans un second rôle pour Le Jardin des apparences